# أديسون بيكر
أديسون بيكر (بالإنجليزية: Addison Baker) هو عسكري أمريكي، ولد في 11 يناير 1907 في شيكاغو في الولايات المتحدة، وتوفي في 1 أغسطس 1943 في بلويشت في رومانيا.